# Bergedorf (Ganderkesee)
Bergedorf (plattdeutsch: Bastrup) ist ein Ortsteil der Gemeinde Ganderkesee im niedersächsischen Landkreis Oldenburg.

## Geografie
Der Ortsteil liegt westlich vom Kernbereich von Ganderkesee.  Westlich vom Ort hat die 11 km lange Brookbäke ihre Quelle.
Nördlich in geringer Entfernung verläuft die A 28.

## Persönlichkeiten
- Sandra Auffarth (* 1986), Vielseitigkeitsreiterin, wohnt und arbeitet in Bergedorf
- Gerhard Stalling (1757–1818), Druckereibesitzer und Verleger